# Ewa Dudek
Ewa Dudek (ur. 1968) – polska nauczycielka i urzędniczka państwowa, w latach 2014–2015 podsekretarz stanu w Ministerstwie Edukacji Narodowej.

## Życiorys
Ukończyła studia na Wydziale Polonistyki Uniwersytetu Warszawskiego oraz studium dla nauczycieli języka angielskiego. W latach 1991–2007 była nauczycielką w Zespole Szkół w Nowej Wsi Warszawskiej, następnie przeszła do pracy w resorcie oświaty. Od 2007 była zatrudniona w Departamencie Funduszy Strukturalnych, odpowiadając za kontrolę edukacyjnych projektów konkursowych finansowanych z Europejskiego Funduszu Społecznego oraz zarządzając projektami systemowymi. Od 2010 zatrudniona w Ośrodku Rozwoju Edukacji jako koordynatorka nadzoru pedagogicznego, a od stycznia 2013 do lutego 2014 jako wicedyrektor odpowiedzialna za projekty systemowe finansowane z EFS.
6 lutego 2014 powołana na stanowisko wiceministra edukacji, odpowiedzialnego za fundusze unijne na oświatę, sprawy międzynarodowe oraz nadzór nad darmowymi podręcznikami. Odwołana z funkcji 17 listopada 2015.
Mężatka, ma dwóch synów i córkę. Mieszka w Podkowie Leśnej.